# Abul Kalam Azad

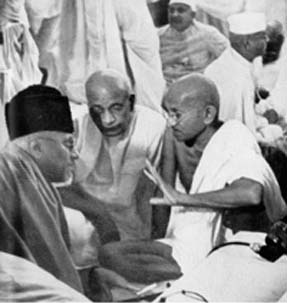
Gandhi, Patel y Abul Kalam Azad.

Abul Kalam Azad (en bengalí: আবুল কালাম মুহিয়ুদ্দিন আহমেদ আজাদ, en urdu: مولانا ابوالکلام محی الدین احمد آزاد‎; La Meca, 1888-1958) fue un pensador musulmán y activista político que abogó por el Nacionalismo Indio basado en la unidad de todas las comunidades étnico-religiosas.
Fue un destacado político del gandhismo y ministro de educación de la India. De familia tradicionalista y lengua materna árabe, se dedicó a sus estudios en un ambiente islámico ortodoxo, consiguiendo dominar el urdu, el persa, el hindi y el inglés.

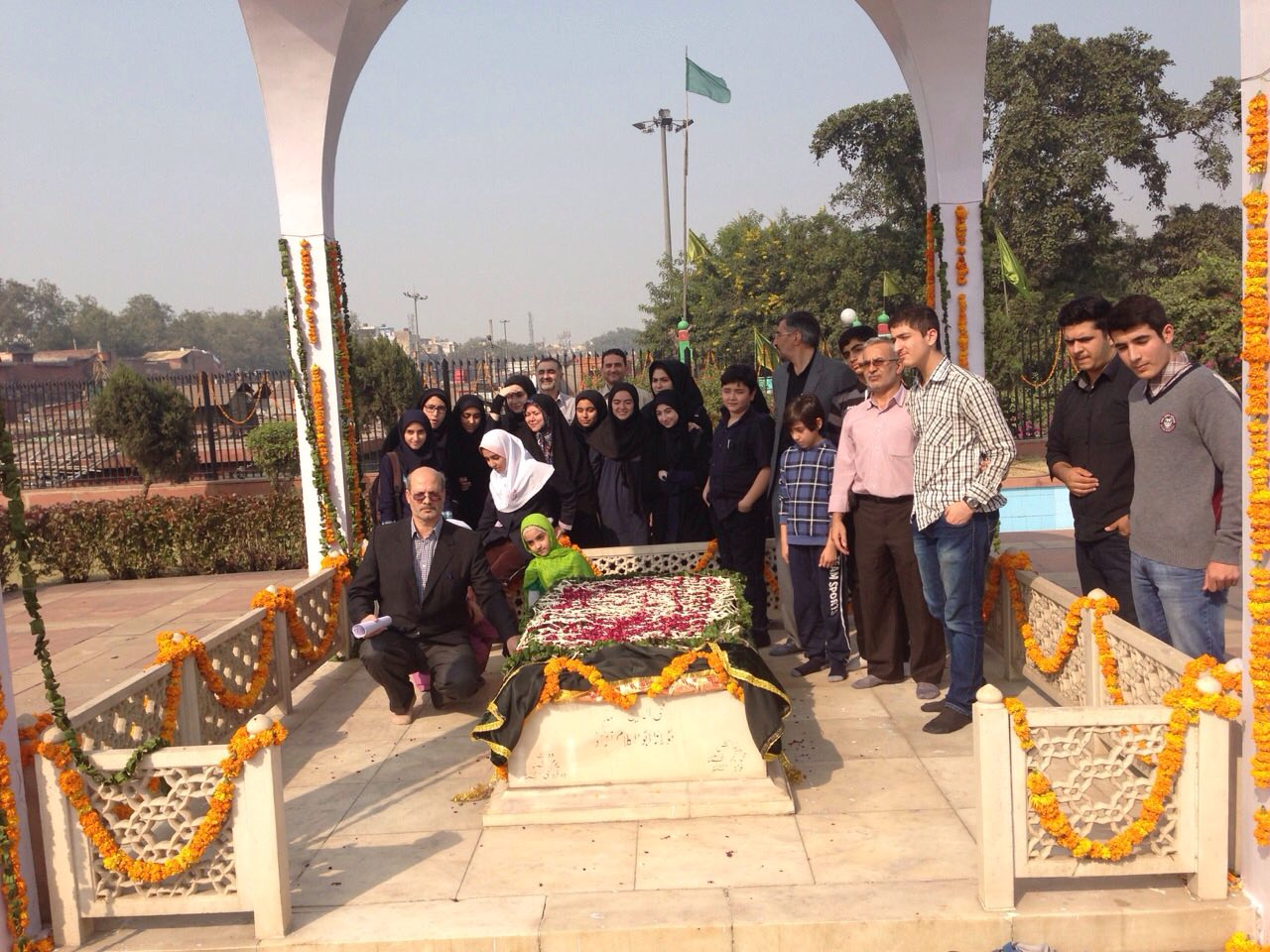
AbulkalamAzad

Escribió muchas obras como reinterpretaciones del Corán, el Hadiz, el Fiqh y el Kalam. Creía que todas las religiones y etnias de la India, podían crear una armoniosa federación de fe y todas las culturas, un estado independiente. Azad fue quizás, uno de los primeros intelectuales que definió y manifestó la idea de una democracia laicista para la India emancipada.
Adquirió cierto interés por las doctrinas pan-islámicas y pensamientos de Jamal al-Din al-Afghani y Syed Ahmed Khan, que lo indujeron a visitar Afganistán, Irak, Egipto, Siria y Turquía. En Irak conoció a los revolucionarios exiliados que lucharon por establecer un gobierno constitucional en Irán. En Egipto se encontró con Muhammad Abduh, Muhammad Said Pasha y otros activistas revolucionarios del Mundo árabe.
A su regreso del extranjero, Azad se unió a dos líderes de insurrección del este de la India, Sri Arabinda Ghose y Sri Shyam Shundar Chakravarty, miembros del movimiento revolucionario en contra del dominio británico. En 1912 inauguró el semanario Al-Helal, escrito en urdu y que atacaba abiertamente al imperialismo británico y sus fechorías en la nación. Fue silenciado en 1914 y Azad le cambió de nombre llamándolo Al-Balagh, con el mismo fin de propagar el nacionalismo hindú y las ideas revolucionarias. En 1916, el gobierno prohibió también esta publicación y expulsó a Azad de Calcuta, internándolo en una prisión de Ranchi de donde fue liberado después de la Primera Guerra Mundial en 1920.
Fue reconocido por Gandhi como uno de sus tenientes más leales, siendo el más íntimo de sus asesores durante la tempestuosa política de la India entre los años 1930 y 1940.
- Datos: Q196617
- Multimedia: Maulana Abul Kalam Azad / Q196617
- Citas célebres: Maulana Azad